# Stefan Hebda
Stefan Hebda (ur. 6 czerwca 1894, zm. ?) – burmistrz Zaleszczyk w II Rzeczypospolitej, porucznik rezerwy piechoty Wojska Polskiego.

## Życiorys
Urodził się 6 czerwca 1894. Po odzyskaniu przez Polskę niepodległości został przyjęty do Wojska Polskiego. Został awansowany do stopnia porucznika rezerwy piechoty ze starszeństwem z dniem 1 czerwca 1919. W 1923, 1924 był oficerem rezerwowym 41 pułku piechoty w Suwałkach.
W II Rzeczypospolitej został burmistrzem Zaleszczyk. W związku z nadużyciami w zarządzie miejskim Zaleszczyk 3 listopada 1936 zostali przesłuchani i aresztowani burmistrz Hebda i kasjerka magistratu Hafner oraz osadzeni w więzieniu w Czortkowie. W listopadzie 1936 został zawieszony w urzędowaniu, a jego obowiązki objął wiceburmistrz Michał Kuttner, który pełnił je do stycznia 1937.